# Сидоренко, Олег Николаевич
Олег Николаевич Сидоренко (8 марта 1978, Волжский, Волгоградская область) — российский футболист, вратарь.

## Биография
Начал взрослую карьеру, выступая за клубы Волгоградской области — «Звезда» (Городище), «Ротор-2» (Михайловка), «Ротор» (Камышин).
В 1998 году перешёл в казахстанский «Женис», в его составе в сезоне 1999 года сыграл 4 матча в высшем дивизионе Казахстана. Также в 1998—1999 годах сыграл более 30 матчей за дубль «Жениса» в первенстве дублёров. Летом 2000 года перешёл в «Восток-Алтын», в его составе сыграл один матч в высшей лиге — 13 августа 2000 года против «Тараза».
После возвращения в Россию полтора года выступал в любительских соревнованиях. В июле 2002 года перешёл в краснодарский «Немком», в его составе провёл 22 матча во втором дивизионе. В начале следующего года числился в составе краснодарской «Кубани», затем выступал за «Знамя Труда». После 2003 года в профессиональных соревнованиях не выступал.

## Личная жизнь
Отец, Николай Викторович (род. 1946) тоже был футболистом, выступал на позиции вратаря за клубы первой и второй лиги чемпионата СССР.